# Energija u Zapadnoj Europi
Zapadna Europa dio je Europe koji čini devet država:(Austrija, Belgija, Francuska, Lihtenštajn, Luksemburg, Monako, Nizozemska, Njemačka, Švicarska) .
Zapadna Europa ima blagu, općenito vlažnu klimu, pod utjecajem Sjevernoatlantske struje. Klima se klasificira kao oceanska, s hladnim do toplim ljetima te hladnim zimama uz često oblačno nebo. U reljefu zapadne Europe prevladavaju stara gromadna gorja, riječne doline i zavale. Prostor je pogodan za naseljavanje i gradnju prometnica. Teže prohodno mlado gorje nalazi se samo na jugu Francuske (Alpe i Pirineji). U Zapadnoj Europi živi otprilike 196 milijuna ljudi. Gotovo 80% tih ljudi živi u urbanim središtima. Zapadna Europa je također dom nekih od najvećih gradova na kontinentu. Glavni grad Francuske, Pariz, najnaseljeniji je grad u tom području i treći najnaseljeniji u cijeloj Europi, s populacijom od preko 11 milijuna. 

### Osnovni statistički podatci
| Država      | Broj stanovnika | Površina u km² |
| ----------- | --------------- | -------------- |
| Austrija    | 9 042 528       | 82 520         |
| Belgija     | 11 669 446      | 30 280         |
| Francuska   | 67 935 660      | 547 557        |
| Lihtenštajn | 39 039          | 160            |
| Luksemburg  | 650 774         | 2 574          |
| Monako      | 36 686          | 2,1            |
| Nizozemska  | 17 703 090      | 33 670         |
| Njemačka    | 84 079 811      | 349 390        |
| Švicarska   | 8 703 000       | 39 509         |

### Makroekonomski podatci
| Država      | BDP (u mil. USD) | BDP po stanovniku (u USD) |
| ----------- | ---------------- | ------------------------- |
| Austrija    | 471 400          | 52 131                    |
| Belgija     | 578 604          | 49 582                    |
| Francuska   | 2 782 905        | 40 963                    |
| Lihtenštajn | 7 186            | 184 083                   |
| Luksemburg  | 82 274           | 126 426                   |
| Monako      | 8 596            | 234 317                   |
| Nizozemska  | 991 114          | 55 985                    |
| Njemačka    | 4 072 191        | 48 432                    |
| Švicarska   | 807 706          | 92 101                    |

## Proizvodnja primarne energije

### Uvod

#### Primarna energija
Primarna energija je energija prisutna u prirodi koja nije podvrgnuta nikakvom inženjerskom procesu čovjeka. Sadržana je u kemijskom potencijalu fosilnih goriva, drva ili biomase, nuklearnoj energiji, kinetičkoj energiji vjetra, potencijalnoj energiji vodenih tokova ili toplinskoj energiji geotermalnih izvora. Njeni izvori mogu biti obnovljivi ili neobnovljivi.

#### Obnovljivi izvori energije
Obnovljivi izvori energije uključuju prirodne pojave poput sunčeve svjetlosti, vjetra, plime i oseke, rasta biljaka i geotermalne topline, kako objašnjava Međunarodna agencija za energiju. Obnovljiva energija potječe iz prirodnih procesa koji se neprestano obnavljaju. Uključuje električnu energiju i toplinu proizvedenu pomoću solara, vjetra, oceana, hidroenergije, biomase, geotermalnih resursa, te biogoriva i vodik dobiveni iz obnovljivih izvora.

#### Neobnovljivi izvori energije
Neobnovljivi izvori energije su izvori energije koji se ne mogu regenerirati niti ponovno proizvesti. Fosilna goriva, poput ugljena, nafte i prirodnog plina, nazivaju se neobnovljivim izvorima energije jer se ne mogu obnoviti u razumnom vremenskom okviru.
|            | Ugljen    | Prirodni plin | Nukelarna energija | Hidroenergija | Vjetar, solarna energija, itd. | Biomasa   | Nafta     |
| ---------- | --------- | ------------- | ------------------ | ------------- | ------------------------------ | --------- | --------- |
| Austrija   | 105 834   | 323 717       | -                  | 139 505       | 42 799                         | 273 671   | 477 217   |
| Belgija    | 110 106   | 636 175       | 549 013            | 1 416         | 64 405                         | 116 825   | 818 788   |
| Francuska  | 355 132   | 1 549 490     | 4 138 487          | 211 884       | 217 794                        | 787 872   | 2 760 492 |
| Luksemburg | 1 519     | 28 043        | -                  | 384           | 2 179                          | 16 527    | 82 085    |
| Nizozemska | 235 981   | 1 262 101     | 41 470             | 317           | 114 829                        | 235 305   | 1 065 104 |
| Njemačka   | 2 243 592 | 3 224 348     | 754 145            | 69 037        | 637 006                        | 1 357 896 | 3 833 377 |
| Švicarska  | 3 697     | 129 751       | 212 762            | 133 072       | 13 540                         | 114 015   | 330 244   |

### Najveći proizvođači
Najveći proizvođači primarne energije su Njemačka, Francuska i Nizozemska te se njihova energija bazira većinom na nafti i prirodnome plinu, dok su u Austriji, Švicarskoj i Francuskoj dosta koristi i hidroenergija. Iz podataka se može uočiti kako neobnovljivi izvori energije i dalje prevladavaju, ali tendencija je prema povećanju obnovljive energije i smanjenju ovisnosti o fosilnim gorivima.

### Nukelarna energija
Francuska se oslanja na 56 nuklearnih reaktora s ukupnim električnim kapacitetom od 61,370 MW kao glavnim izvorom energije, čineći 62% ukupne proizvodnje energije. Trenutačno grade još jednu elektranu. S druge strane, Belgija koristi 7 nuklearnih elektrana s ukupnim kapacitetom od 5,942 MW, što čini 46% njezine ukupne energetske proizvodnje.Njemačka je nekada imala nekoliko nuklearnih elektrana, ali je donijela odluku o postupnom smanjenju ovisnosti o nuklearnoj energiji putem plana poznatog kao "Energiewende" ili "Energetska tranzicija". Cilj ovog plana bio je postupno obustaviti nuklearne elektrane s krajnjim ciljem potpune eliminacije nuklearne energije do 2022. godine. Ova odluka donesena je nakon nuklearne nesreće u Fukušimi, Japan, 2011. godine.

## Uvoz i izvoz energije
|            | Ugljen    | Prirodni plin | Biomasa | Sirova Nafta | Naftni derivati | Električna energija | Ukupno    |
| ---------- | --------- | ------------- | ------- | ------------ | --------------- | ------------------- | --------- |
| Austrija   | 106 910   | 165 149       | 32 850  | 329 435      | 238 788         | 95 170              | 968 302   |
| Belgija    | 109 484   | 741 528       | 56 912  | 1 327 206    | 1 109 122       | 54 697              | 3 398 948 |
| Francuska  | 240 812   | 1 647 373     | 90 283  | 1 453 262    | 1 947 573       | 87 673              | 5 466 976 |
| Luksemburg | 1 717     | 28 043        | 6 551   |              | 103 598         | 24 331              | 164 240   |
| Nizozemska | 236 140   | 1 724 776     | 79 438  | 2 495 409    | 3 472 627       | 75 187              | 8 083 578 |
| Njemačka   | 1 151 998 | 2 930 471     | 128 333 | 3 462 455    | 1 568 870       | 186 235             | 9 428 363 |
| Švicarska  | 3 715     | 129 751       | 7 765   | 101 079      | 259 364         | 113 515             | 615 189   |

|            | Ugljen  | Prirodni plin | Biomasa  | Sirova Nafta | Naftni derivati | Električna energija | Ukupno     |
| ---------- | ------- | ------------- | -------- | ------------ | --------------- | ------------------- | ---------- |
| Austrija   | -1 632  | -             | -34 734  | 329 435      | -122 258        | -68 015             | -226 639   |
| Belgija    | -8 220  | -105 784      | -13 817  | -160 673     | -1 114 365      | -83 052             | -1 485 911 |
| Francuska  | -179    | -157 851      | -31 992  | -4 371       | -551 050        | -249 589            | -995 031   |
| Luksemburg | -       | -             | -889     | -            | -41             | -3 734              | -4 663     |
| Nizozemska | -1 180  | -1 298 670    | -63 788  | -50 245      | -4 519 650      | -74 277             | -6 007 810 |
| Njemačka   | -70 808 | -             | -129 733 | -            | -1 058 731      | -253 102            | -1 512 373 |
| Švicarska  | -       | -             | -90      | -            | -14 951         | -104 828            | -119 870   |

## Proizvodnja električne energije
Prijelaz na čišće oblike energije i smanjenje upotrebe ugljena u zapadnoj Europi rezultat je dugoročnih napora usmjerenih na održivost i smanjenje emisija stakleničkih plinova. Ovaj proces započeo je poticanjem obnovljivih izvora energije, energetske učinkovitosti i implementacijom politika usmjerenih na zaštitu okoliša. Zemlje u zapadnoj Europi postavile su ambiciozne ciljeve za smanjenje emisija CO2 i diversifikaciju energetskog portfolija. Investicije u vjetroelektrane, solarnu energiju i hidroelektrane postale su ključne komponente strategija za postizanje tih ciljeva. Osim toga, poticanje na korištenje električnih vozila, poboljšanje energetske učinkovitosti zgrada i implementacija održivih prometnih rješenja doprinose smanjenju potrebe za ugljenom. Mnoge zemlje zapadne Europe postavile su planove za postupnu obustavu termoelektrana na ugljen. Ove mjere usmjerene su na smanjenje onečišćenja zraka, poboljšanje kvalitete života i smanjenje doprinosa globalnom zatopljenju. Kroz poticaje, regulacije i tehnološki napredak, regija se trudi ostvariti energetsku neovisnost uz minimalan utjecaj na okoliš.

## Finalna potrošnja
Finalna potrošnja energije odnosi se na svu potrošnju koju vrše krajnji potrošači. Ona podrazumjeva i troškove samog energetskog sektora, te troškove tijekom transformacije i distribucije energije.
Finalna potrošnja energije u Austriji, Švicarskoj i Francuskoj najviše se vrši u transportnom sektoru, u Švicarskoj i Francuskoj blisko drugo mjesto zauzima sektor stanovanja dok je u Austriji na drugom mjestu Industrija.
Najveći potrošač primarne energije u Belgiji i Nizozemskoj je industrija, drugi najveći potrošači su uvjerljivo transport i stanovanje. Za finalnu potrošnju energije u Njemačkoj najodgovorniji je sektor stanovanja, koji skupa s industrijom i transportom čini većinu finalne potrošnje energije u njemačkoj.